# Dawlatabad
Dawlatābād, Daulatābād o Dowlatābād (in persiano دولت‌آباد‎) è il capoluogo dello shahrestān di Zaveh, circoscrizione Centrale, nella provincia del Razavi Khorasan in Iran. Aveva, nel 2006, una popolazione di 8.740 abitanti. 
Un'omonima città indiana, per alcuni anni, a metà del XIV secolo, fu capitale del Sultanato di Delhi.